# Adam Roelvink
Adam Roelvink (Zutphen, 15 oktober 1856 – Oploo, 8 oktober 1927) was president van de Twentsche Bank.

## Familie
Roelvink was getrouwd met Christine Willink (28 juni 1855 - 16 oktober 1919). Het echtpaar had een dochter die Willy Roelvink heette. Een zoon was toneelschrijver en -regisseur Herman Roelvink.

## Landgoed De Slink
Adam kocht samen met zijn broer Jan-Berent Roelvink (1852-1916), die eveneens bankier was, 1050 ha goedkope grond in de Peel om deze te ontginnen. Dit geschiedde in 1903.
Op 186 ha van dit gebied liet hij het landgoed Groote Slink aanleggen in Engelse landschapsstijl. Aangezien de gezondheid van zijn vrouw te wensen overliet ging het echtpaar op het landhuis in de Peel wonen. Toen Christine overleed werd zij in een grafkelder op het landgoed bijgezet. Ook Adam werd later daar begraven.
Willy verbleef niet vaak op het landgoed. In 1948 schonk zij het landhuis met 25 ha aan de Stichting Bronlaak, die er een tehuis voor verstandelijk gehandicapten van maakte. Gedurende de jaren 60 is een aanzienlijk deel van de bezittingen van de Roelvinks verkocht of geschonken aan de Stichting Brabants Landschap, die het openstelde voor het publiek en de natuurlijke en cultuurhistorische waarden ervan waarborgde.